# Jurshid Nabiev
Jurshid Nabiev (11 de agosto de 1985) es un deportista uzbeko que compitió en judo. Ganó dos medallas en el Campeonato Asiático de Judo en los años 2008 y 2013.

## Palmarés internacional
| Campeonato Asiático | Campeonato Asiático  | Campeonato Asiático | Campeonato Asiático |
| Año                 | Lugar                | Medalla             | Categoría           |
| ------------------- | -------------------- | ------------------- | ------------------- |
| 2008                | Jeju (Corea del Sur) | Medalla de plata    | –90 kg              |
| 2013                | Bangkok (Tailandia)  | Medalla de bronce   | –90 kg              |